# Alte Kapelle (Landstuhl)
Die Heilig-Kreuz-Kapelle, auch Alte Kapelle, befindet sich im Stadtzentrum von Landstuhl. Sie war der Chor der ehemaligen mittelalterlichen Stadtkirche St. Andreas, die vermutlich im 14. Jahrhundert erbaut und deren Langhaus 1805 abgerissen wurde. Die Kapelle sowie der sie umgebende alte Friedhof stehen unter Denkmalschutz.

## Lage
Die Alte Kapelle liegt am Fuß des Kirchbergs, wo die Luitpoldstraße von der Ludwigstraße abzweigt. In unmittelbarer Nachbarschaft stehen die Evangelische Stadtkirche sowie die katholische Pfarrkirche Heilig-Geist. Dieser Platz liegt heute im Zentrum von Landstuhl; zur Zeit der Erbauung lag er jedoch außerhalb der Stadtmauern.

## Geschichte

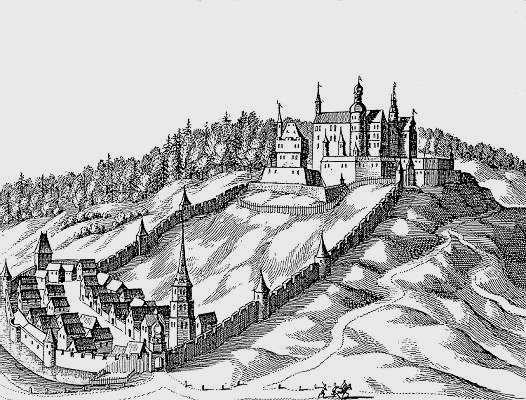
Ansicht von Landstuhl nach Matthäus Merian um 1645. Die Alte Kapelle liegt links außerhalb des Bildausschnitts.

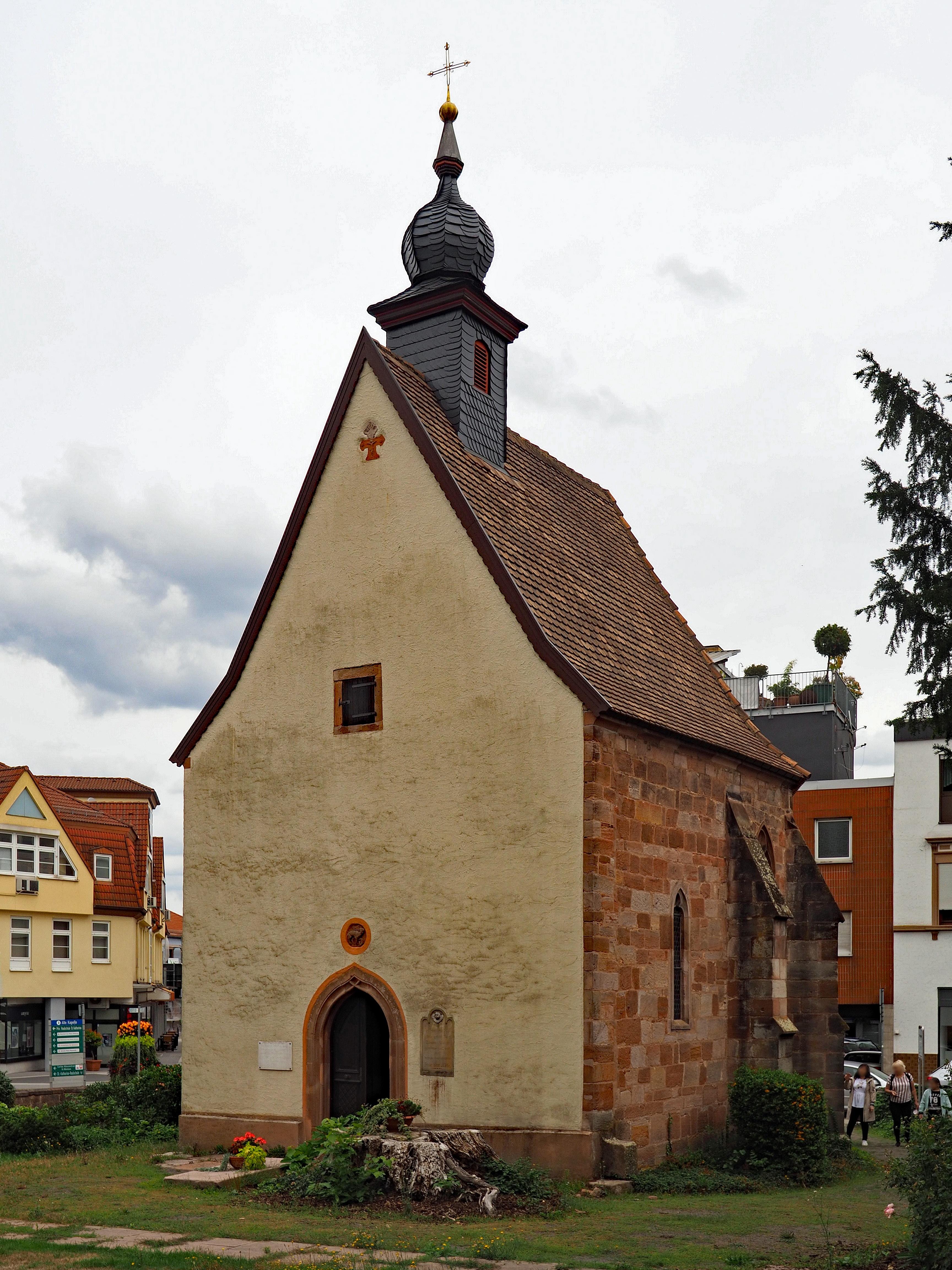
Ansicht der Alten Kapelle von Südwesten

Die mittelalterliche St.-Andreas-Kirche wurde vermutlich im 14. Jahrhundert am Fuß des Kirchbergs erbaut, im ältesten Siedlungsbereich von Landstuhl. Man geht davon aus, dass vorher an dieser Stelle bereits eine frühmittelalterliche Kirche stand, die im achten Jahrhundert erbaut und dem Patrozinium des Hl. Jodok unterstellt war.
Als ebenfalls im 14. Jahrhundert eine Stadtbefestigung errichtet wurde, die sowohl die Burg Nanstein als auch die heutige Altstadt um die Kirchenstraße umschloss, verblieben der Bereich am Fuß des Kirchbergs sowie die Andreaskirche außerhalb der Ringmauer. Filialen der St.-Andreas-Pfarrei waren im 15. Jahrhundert Mittelbrunn und Oberarnbach.
Im 16. Jahrhundert führte Franz von Sickingen in Landstuhl die Reformation ein. Als Folge wurde auch die Andreaskirche protestantisch. 1522 setzte Franz von Sickingen den Reformator Martin Bucer, dem er bereits seit 1521 auf der Ebernburg Zuflucht gewährt hatte, als Pfarrer in Landstuhl ein. Daher fand in der Andreaskirche einer der ersten reformierten Gottesdienste in Deutschland statt. Bucers Nachfolger war vermutlich Johann Schwebel, der für kurze Zeit in Landstuhl Pfarrer war, bevor er 1523 nach Zweibrücken ging.
In der Folgezeit wechselte bis zum Westfälischen Frieden die Konfession der Landstuhler Bevölkerung mehrmals gemäß dem Glauben der jeweiligen Herrschaft (Cuius regio, eius religio), sodass in der Andreaskirche nach 1523 zunächst wieder katholische, ab 1546 lutherische Gottesdienste gehalten wurden. Seit 1669 wurde sie als Simultankirche der beiden Konfessionen genutzt, diente nach 1751 noch als Begräbniskirche und wurde 1785 zeitweise den Reformierten überlassen.
Mitte des 18. Jahrhunderts wurde die neue katholische Pfarrkirche St. Andreas neben dem hohen Wehrturm innerhalb der Stadtbefestigung gebaut. Das Langhaus der alten Andreaskirche wurde 1805 abgerissen. Die Steine wurden für den Bau der Kaiserstraße verwendet, die nur wenige Meter nordöstlich an der Kirche vorbeiführte. Der Chor wurde zu einer Kapelle umgebaut und erhielt bei der Weihe 1829 den Namen Heilig-Kreuz-Kapelle. Diesen Namen trug vorher bereits eine andere Kapelle, die um das Jahr 1700 an der Abzweigung der Ramsteiner Straße von der Kaiserstraße lag und die 1811 ebenfalls im Zuge der Baumaßnahmen an der Kaiserstraße abgerissen wurde.
Bis zur Anlage des Friedhofs an der Kaiserstraße lag auch der Landstuhler Friedhof an der alten Andreaskirche. 1836 wurde er außer Gebrauch gesetzt. Erhalten blieben südlich der Kapelle Grabmale einiger Landstuhler Bürger aus dem 18. und 19. Jahrhundert. Im Zweiten Weltkrieg wurde westlich der Kapelle ein Ehrenfriedhof angelegt, auf dem Soldaten und zivile Opfer eines Bombenangriffs bestattet wurden.

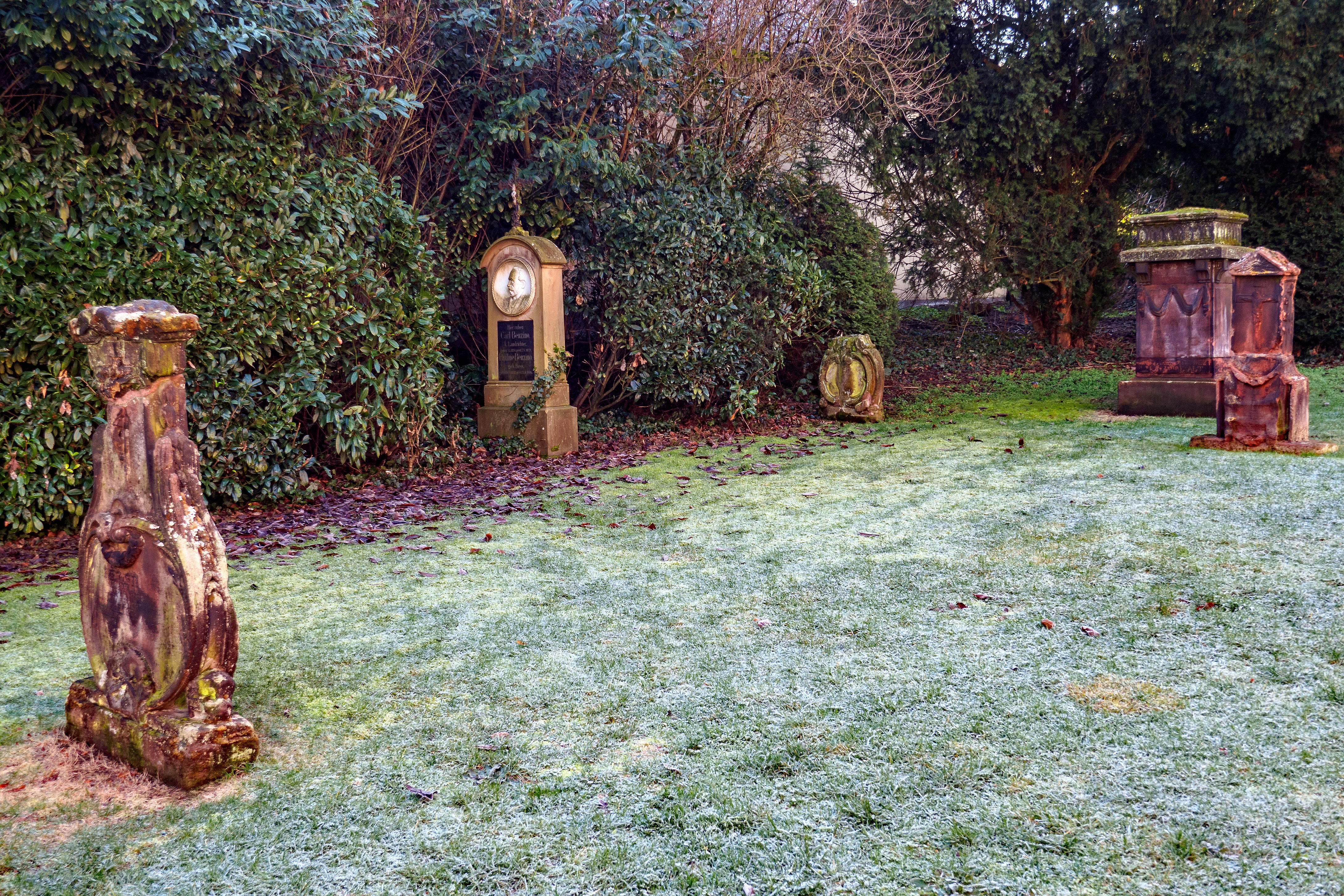
Grabsteine auf dem alten Friedhof
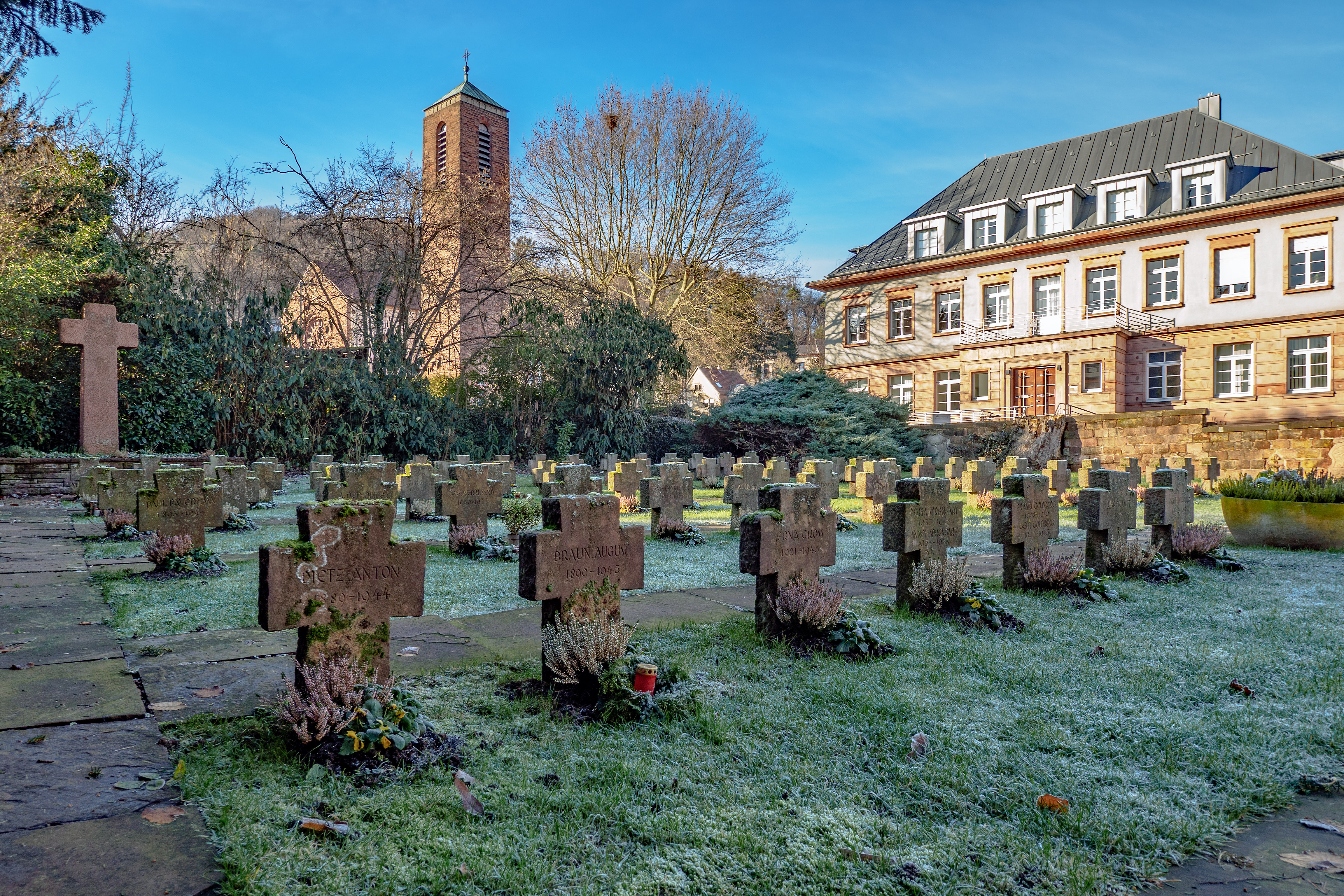
Ehrenfriedhof westlich der Alten Kapelle

## Architektur

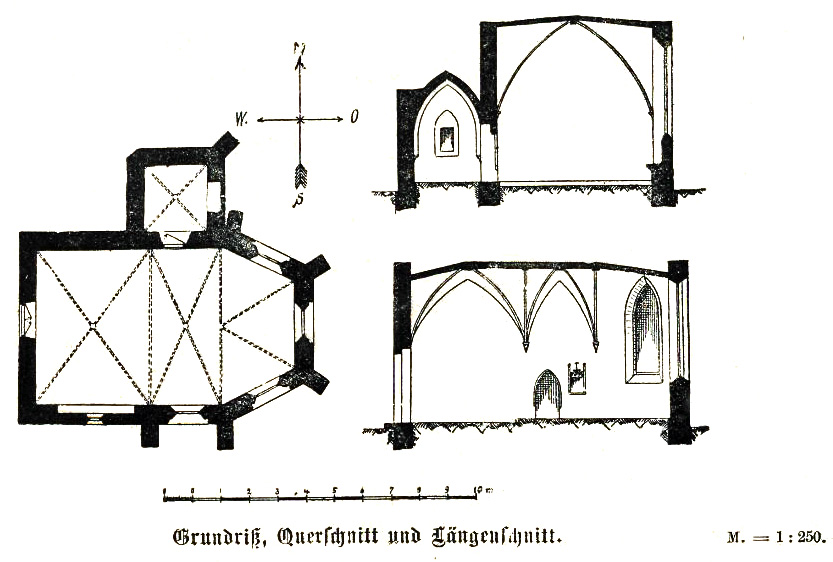
Grundriss, Querschnitt und Längsschnitt

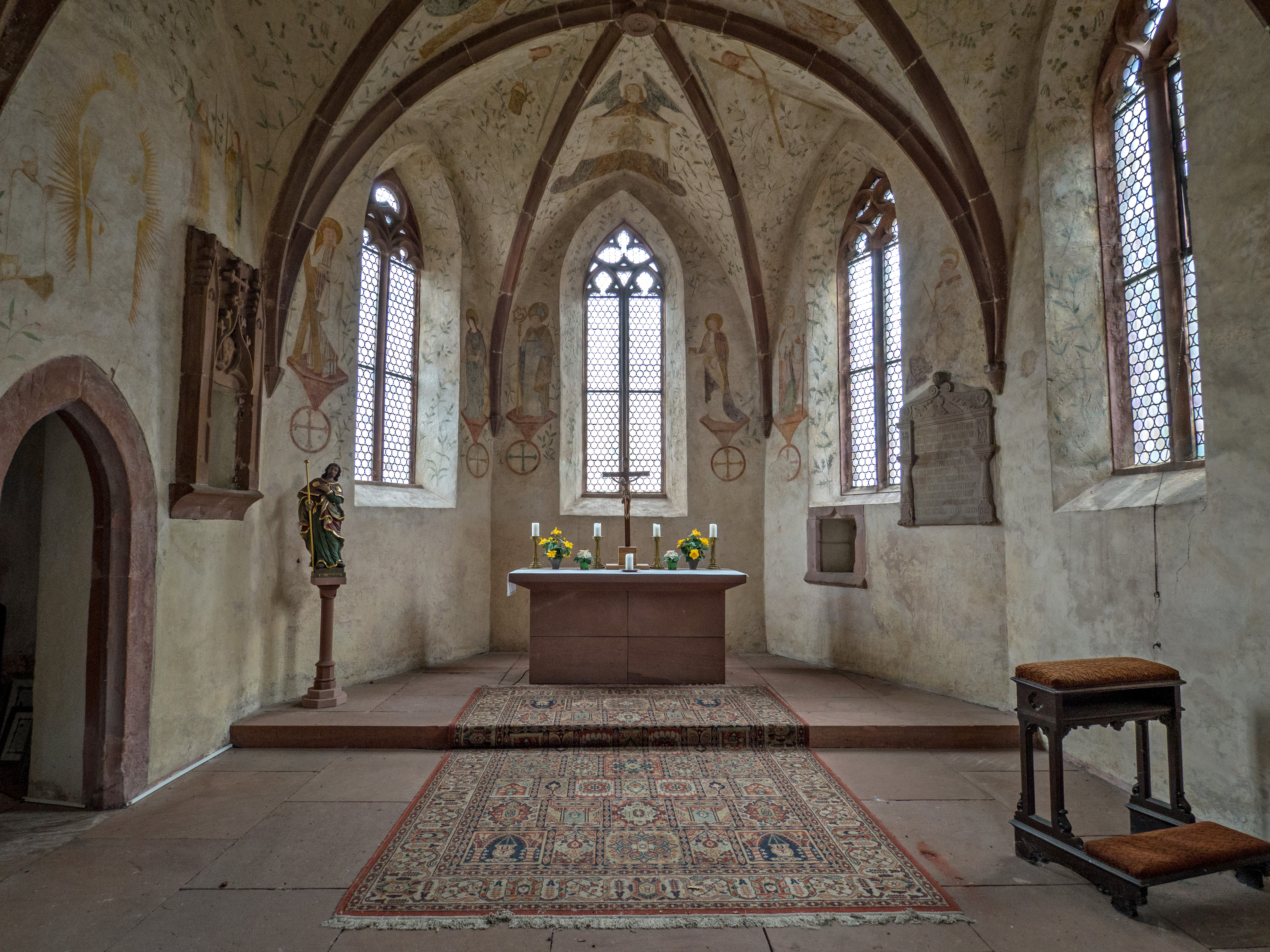
Innenraum

Die Alte Kapelle besteht aus dem etwa 6,50 m × 5,50 m großen und zwei Joche umfassenden Chor der ehemaligen St.-Andreas-Kirche, an den sich im Osten eine dreiseitige Apsis anschließt. An die Nordseite des Chors ist die Sakristei in Form eines quadratischen Anbaus angegliedert. Die Westseite wurde nach Abbruch des restlichen Kirchenschiffs durch eine einfache Wand geschlossen, in deren Mitte sich heute der Eingang der Kapelle befindet.
An der Außenwand des Gebäudes sind sechs gotische Strebepfeiler erhalten. Die drei Seiten der Apsis sowie die Südseite des Chors werden von Maßwerkfenstern aus jeweils zwei Lanzetten und einem Dreipass durchbrochen. Auf das Dach des Gebäudes wurde nachträglich ein barocker Dachreiter aufgesetzt, in dem eine Glocke hängt.
Der Innenraum der Kapelle ist durch ein schmiedeeisernes Gitter vom Eingangsbereich abgetrennt und damit nicht öffentlich zugänglich. Die beiden erhaltenen Joche des Chors sowie die Apsis werden von gotischen Kreuzrippengewölben überspannt.

## Wandmalereien
An den Wänden und Gewölben der Alten Kapelle wurden 1940 die Reste von Wandgemälden aus der zweiten Hälfte des 15. Jahrhunderts freigelegt und restauriert. 1974 wurden sie von dem Restaurator Otto Schultz überarbeitet; dabei wurden zu starke Übermalungen und Ergänzungen der ersten Restaurierung wieder entfernt.

### Gewölbe

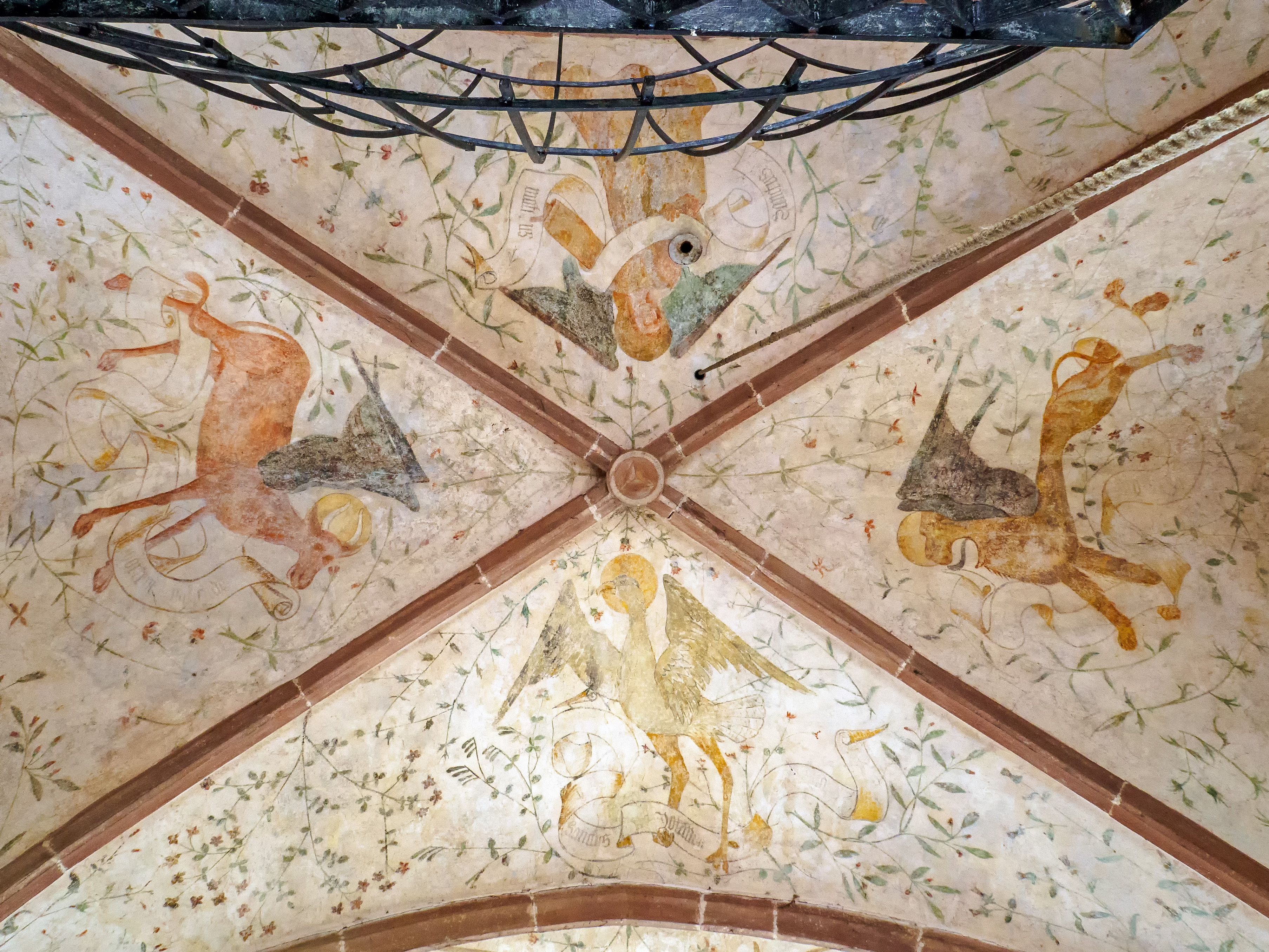
Gewölbe mit den vier Evangelisten

Die gesamte Fläche der Gewölbe ist mit Ranken und Blumen bedeckt. Auf den vier Kappen des Gewölbes über dem westlichen Joch sind die Symbole der vier Evangelisten im Stil der Kupferstiche von Martin Schongauer dargestellt. Der Schlussstein in diesem Gewölbe verweist in seiner dreieckigen Gestaltung auf die Dreieinigkeit Gottes.
Im Chorhaupt über dem Altar breitet ein Engel das Schweißtuch der Veronika aus. Links und rechts daneben sowie auf dem Gewölbe des östlichen Jochs sind Engel mit den Leidenswerkzeugen dargestellt, die auf das Leiden Christi hinweisen.

### Wände
Die obere Hälfte der Nordwand des westlichen Jochs enthält eine in drei Reihen angeordnete Sequenz von Szenen aus dem Leben Marias. Der Zyklus beginnt mit der Verkündigung an Marias Vater Joachim, in der zweiten Reihe folgen die Begegnung mit Anna, die Geburt der Maria, Marias Tempelgang und Verkündigung an Maria. Die dritte Reihe zeigt Mariä Heimsuchung (die Begegnung mit ihrer schwangeren Cousine Elisabet, der Mutter Johannes’ des Täufers), Darbringung Jesu im Tempel sowie die Krönung Mariens. Das vierte Bild in der unteren Reihe und gleichzeitig letzte Bild des Zyklus wurde durch den Einbau einer Grabplatte fast vollständig zerstört und ist nicht mehr erkennbar. Über der Tür zur Sakristei war Maria als Strahlenkranzmadonna dargestellt, zu deren Füßen eine Stifterfigur kniet. Von dieser Mariendarstellung ist jedoch lediglich der Strahlenkranz erhalten.
Auf den Wandfeldern zwischen den Fenstern der Apsis sowie an der Südwand sind sechs Heiligenfiguren auf gemalten Konsolen dargestellt, darunter auch Andreas, der ehemalige Kirchenpatron, erkennbar an dem Andreaskreuz als Attribut, einem Kreuz in Form eines X. Auf der Südwand des westlichen Joches, wo sich in einer Rundbogennische der Priestersitz befand, sind ein Erzbischof mit Doppelkreuz sowie der hl. Nikolaus von Myra mit Mitra und Bischofsstab dargestellt.
Unterhalb des Marienzyklus und der Heiligenfiguren sind insgesamt acht Weihe- oder Apostelkreuze erhalten. Da diese Kreuze üblicherweise an zwölf Stellen einer Kirche angebracht oder aufgemalt sind, ist zu vermuten, dass vier Kreuze durch spätere Einbauten überdeckt oder zerstört wurden.

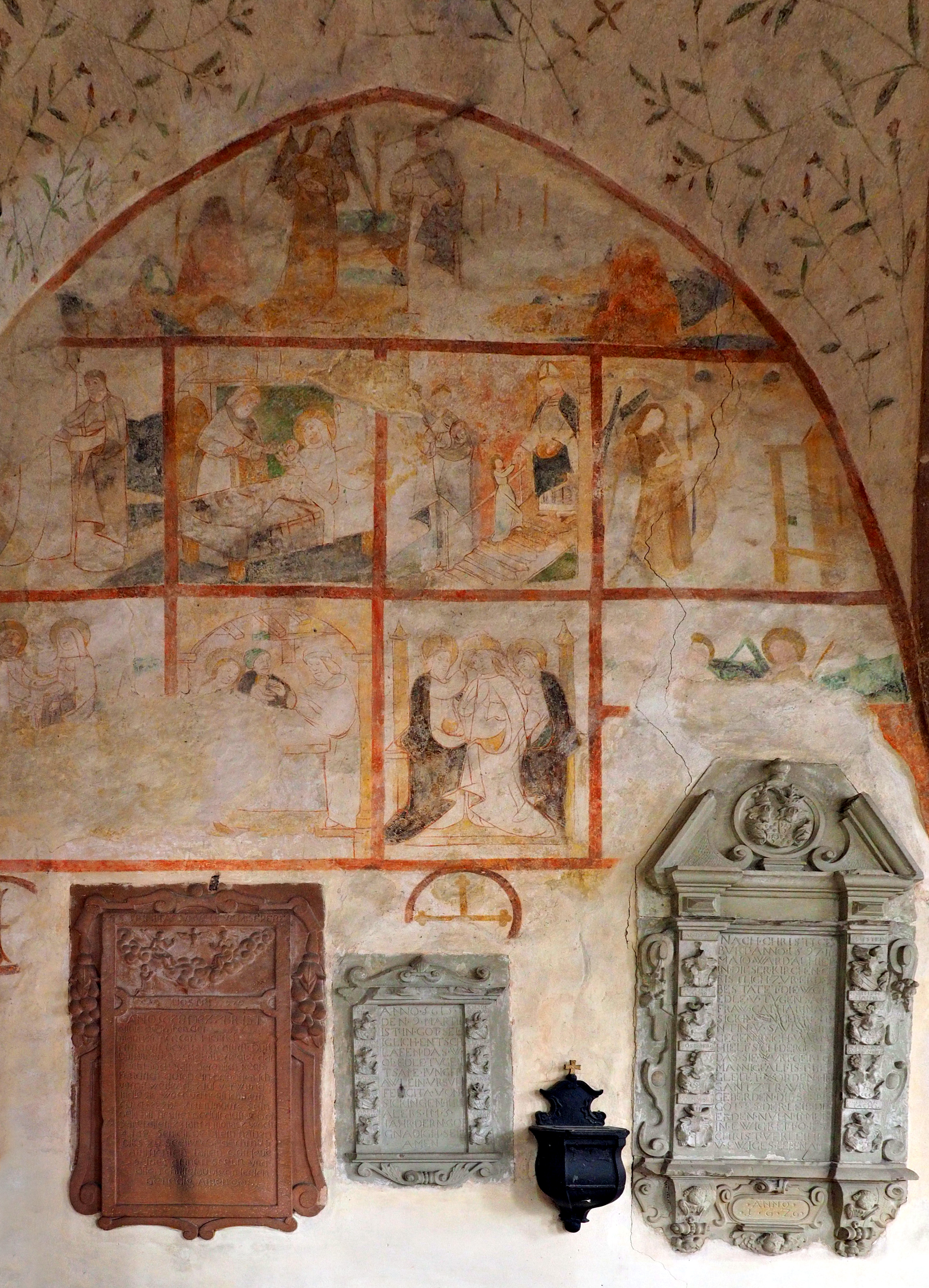
Marienzyklus an der Nordwand
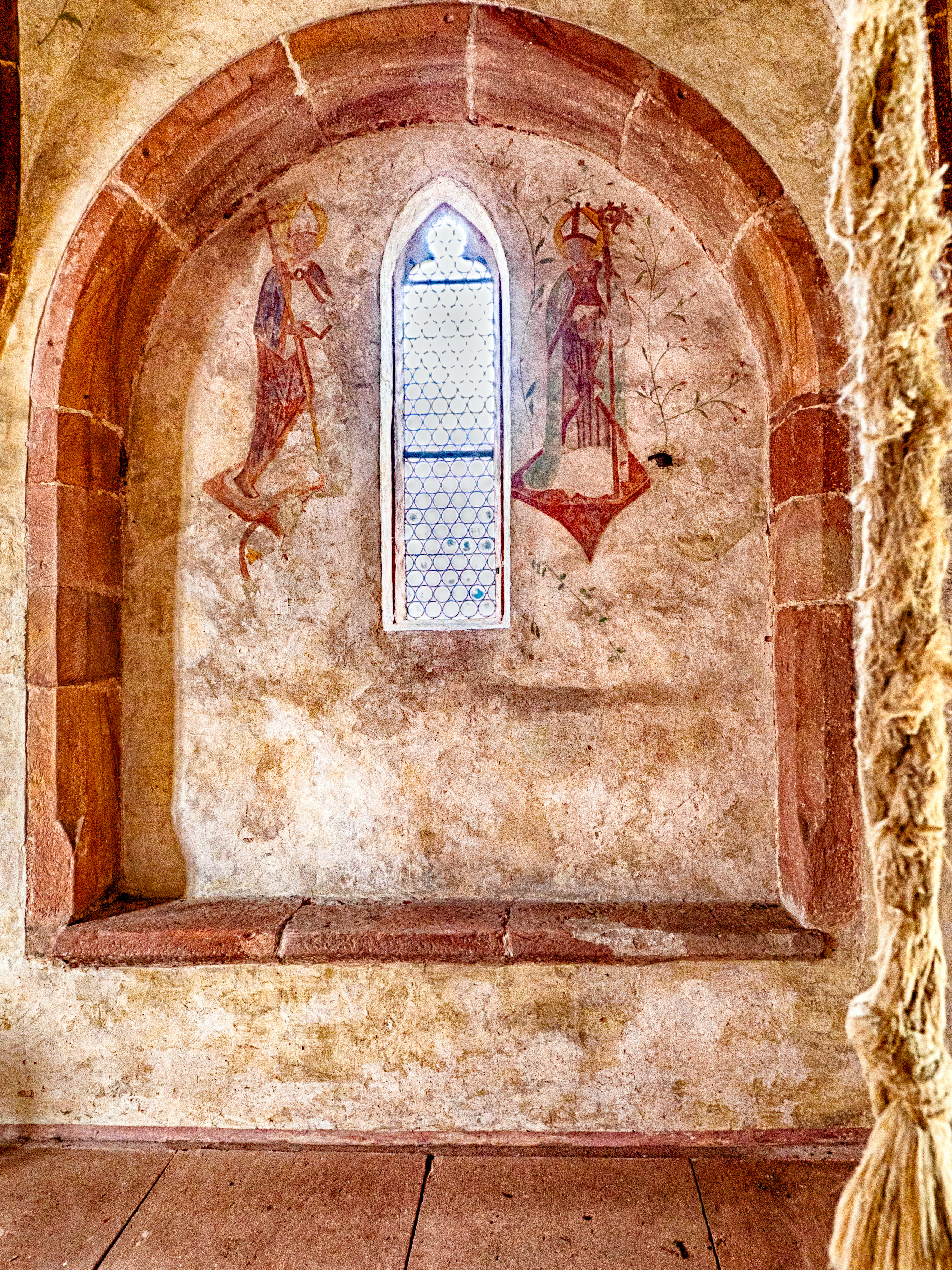
Darstellung eines Erzbischofs und des heiligen Nikolaus, am rechten Bildrand das Glockenseil
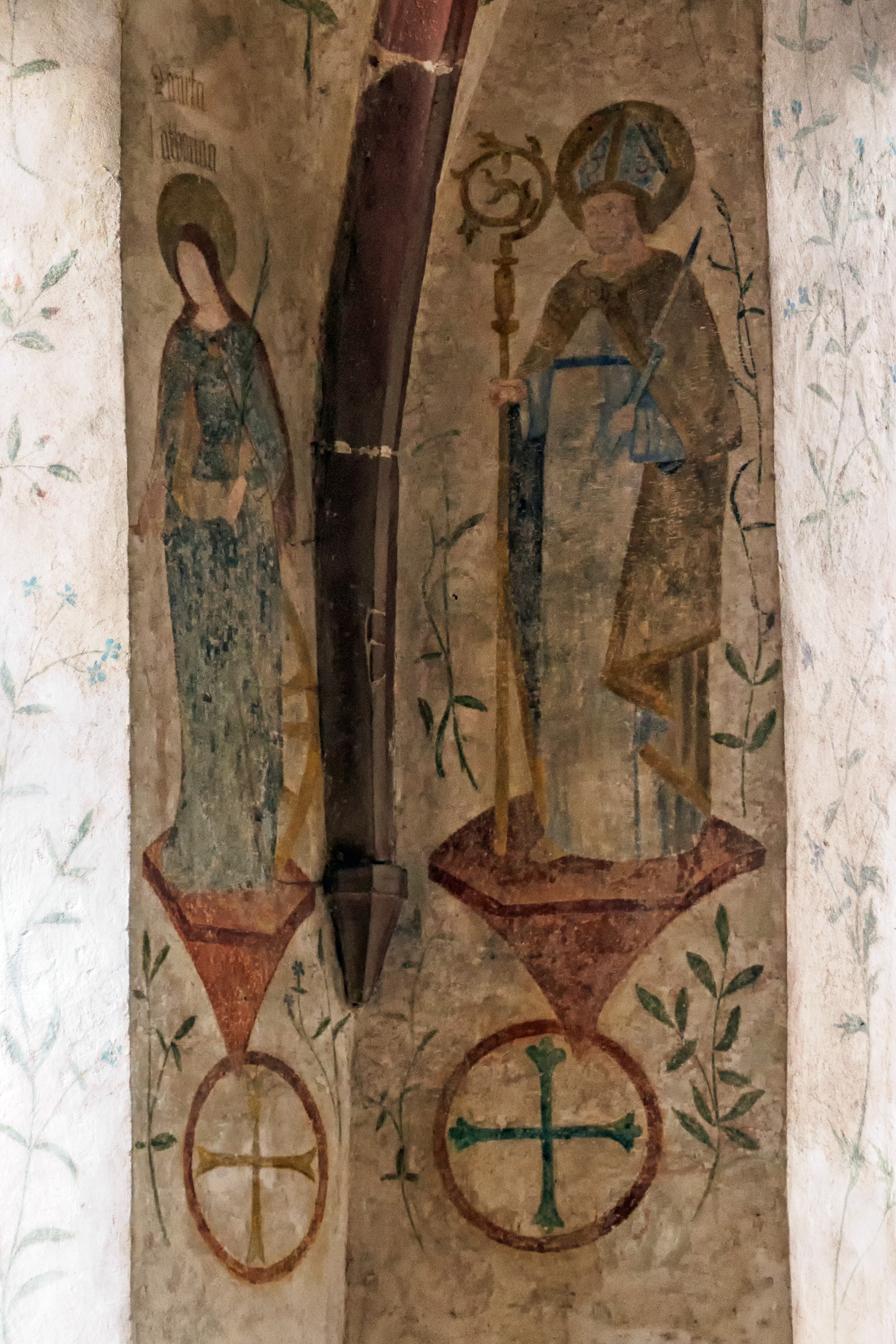
Die Heiligen Katharina (links) und Erasmus (rechts), darunter jeweils ein Weihe- oder Apostelkreuz

## Epitaphe
An den Wänden sind fünf Epitaphe des 16. bis 18. Jahrhunderts erhalten, davon zwei für weibliche Angehörige der Familie von Sickingen und drei aus dem Umfeld der sickingischen Amtmänner in Landstuhl. Würdtwein überliefert die Inschriften zweier weiterer Epitaphe „in der alten Pfarrkirch zu Landstul“ für Franz von Sickingen († 1523) und für Alberta von Millendonk († 1564), zweite Gemahlin des Franz Konrad von Sickingen.